# Forelzalmen
Forelzalmen (Erythrinidae) zijn een familie van straalvinnige vissen uit de orde van Karperzalmachtigen (Characiformes).

## Geslachten
- Erythrinus Scopoli, 1777
- Hoplerythrinus T. N. Gill, 1896
- Hoplias T. N. Gill, 1903